# Resolutie 976 Veiligheidsraad Verenigde Naties
Resolutie 976 van de Veiligheidsraad van de Verenigde Naties werd unaniem aangenomen op 8 februari 1995. De resolutie richtte de UNAVEM III-missie op in Angola.

## Achtergrond
Nadat Angola in 1975 onafhankelijk was geworden van Portugal keerden de verschillende onafhankelijkheidsbewegingen zich tegen elkaar om de macht. Onder meer Zuid-Afrika en Cuba bemoeiden zich in de burgeroorlog, tot ze zich in 1988 terugtrokken. De VN-missie UNAVEM I zag toe op het vertrek van de Cubanen. Een staakt-het-vuren volgde in 1990, en hiervoor werd de UNAVEM II-missie gestuurd. In 1991 werden er akkoorden gesloten om democratische verkiezingen te houden die eveneens door UNAVEM II zouden worden waargenomen.

## Inhoud

### Waarnemingen
Op 20 november 1994 werd het Lusaka-Protocol getekend, waarin een schema voor de uitvoering van het eerdere vredesakkoord was opgenomen. Ook hield het staakt-het-vuren over het algemeen goed stand. Angola had aangeboden substantieel bij te dragen aan de kosten van UNAVEM II. Wel was de uitvoering van het Lusaka-Protocal achter op schema. Angola en de UNITA moesten samen zitten om het protocol met succes uit te voeren.

### Handelingen
De Veiligheidsraad autoriseerde de oprichting van de UNAVEM III-vredesmacht om te helpen met het herstel van de vrede en nationale verzoening. Het initiële mandaat zou tot 8 augustus lopen en een maximale inzet van 7000 troepen, 350 militaire waarnemers en 260 politiewaarnemers inhouden. Die laatste twee groepen moesten snel worden ingezet om toe te zien op het staakt-het-vuren. De infanterie-eenheden mochten pas ingezet worden als de vijandelijkheden waren gestopt, de VN alle relevante militaire informatie hadden gekregen en de gebieden waarin UNITA's troepen moesten worden ondergebracht klaar waren.
Ook was er nood aan een ontmijningsprogramma en moest UNAVEM III een radiostation ter beschikking krijgen. Secretaris-generaal Boutros Boutros-Ghali moest om de maand rapporteren over de missie. Mochten de partijen niet meewerken, dan zou de rol van de VN in Angola herzien worden. UNAVEM III zou beëindigd worden als het Lusaka-Protocol was uitgevoerd, wat tegen februari 1997 verwacht werd.
Angola en UNITA werden opgeroepen geen wapens meer te verwerven en hun geld liever in humanitaire hulp te steken. Daarnaast werd Angola gevraagd tegen 20 maart een status of forces-akkoord te sluiten met de VN. Ten slotte moesten alle betrokkenen de veiligheid en bewegingsvrijheid van UNAVEM III verzekeren.

## Verwante resoluties
- Resolutie 952 Veiligheidsraad Verenigde Naties (1994)
- Resolutie 966 Veiligheidsraad Verenigde Naties (1994)
- Resolutie 1008 Veiligheidsraad Verenigde Naties
- Resolutie 1045 Veiligheidsraad Verenigde Naties (1996)

Lijst ·  970 ·  971 ·  972 ·  973 ·  974 ·  975 ·  976 ·  977 ·  978 ·  979 ·  980 ·  981 ·  982 ·  983 ·  984 ·  985 ·  986 ·  987 ·  988 ·  989 ·  990 ·  991 ·  992 ·  993 ·  994 ·  995 ·  996 ·  997 ·  998 ·  999 ·  1000 ·  1001 ·  1002 ·  1003 ·  1004 ·  1005 ·  1006 ·  1007 ·  1008 ·  1009 ·  1010 ·  1011 ·  1012 ·  1013 ·  1014 ·  1015 ·  1016 ·  1017 ·  1018 ·  1019 ·  1020 ·  1021 ·  1022 ·  1023 ·  1024 ·  1025 ·  1026 ·  1027 ·  1028 ·  1029 ·  1030 ·  1031 ·  1032 ·  1033 ·  1034 ·  1035